# Acta Obstetricia et Gynecologica Scandinavica
Acta Obstetricia et Gynecologica Scandinavica es una revista médica de acceso abierto y revisada por pares que cubre ginecología, urología femenina, oncología ginecológica y fertilidad. La revista es publicada por Wiley-Blackwell, para la Federación Nórdica de Sociedades de Obstetricia y Ginecología.  El editor en jefe es Ganesh Acharya (Instituto Karolinska).  Los artículos se publican en acceso totalmente abierto desde el 30 de julio de 2021. 
Según Journal Citation Reports, la revista tiene un factor de impacto de 4,544 en 2021, lo que la sitúa en el puesto 15 de 85 revistas en la categoría «Obstetricia y Ginecología». 